# 出光美術館車站

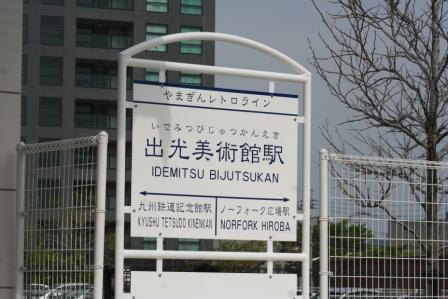
站名牌

出光美術館站（日语：／ Idemitsu-bijutsukan eki */?），位於北九州市門司區，屬平成筑豐鐵道門司港懷舊觀光線的鐵路車站。
在此站計劃階段，此站的暫定名稱為懷舊中央站。

## 歷史
- 2009年（平成21年）4月26日 - 車站啟用[1]。

## 車站構造
車站是一座地面車站，設有1面1線的單式月台。此站是有人車站。

## 車站周邊
- 出光美術館（門司）
- 北九州市大連友好紀念館（日语：北九州市大連友好記念館）
- 門司港懷舊High Mark（日语：門司港レトロハイマート）
- 門司電氣通信懷舊館（日语：門司電気通信レトロ館）
- 舊門司稅關
- 舊外濱站（日语：外浜駅）

## 相鄰車站
平成筑豐鐵道
門司港懷舊觀光線（北九州銀行懷舊線）
九州鐵道紀念館－出光美術館－諾福克廣場

## 注腳
1. ↑  最高速は15km/h【私鉄に乗ろう96】門司港観光レトロ線 その1 | 鉄道コラム | 鉄道チャンネル （页面存档备份，存于）（日語）

## 外部連結
- 出光美術館站 | 門司港懷舊觀光列車、潮風號 （页面存档备份，存于）（日語）